# لیسانه فالک
لیسانه فالک (به انگلیسی: Lisanne Falk) (زاده ۱۹۶۵) بازیگر آمریکایی است.
از فیلم‌های معروف او می‌توان به بازی در کمتر از صفر و کت چرمی اشاره کرد.